# Pseudorhynchus acuminatus
Pseudorhynchus acuminatus är en insektsart som beskrevs av Ludwig Redtenbacher 1891. Pseudorhynchus acuminatus ingår i släktet Pseudorhynchus och familjen vårtbitare.

## Underarter
Arten delas in i följande underarter:
- P. a. acuminatus
- P. a. parvus